# Kanton Saint-Gervais-les-Bains
Der Kanton Saint-Gervais-les-Bains war von 1860 bis 2015 ein französischer Wahlkreis im Département Haute-Savoie in der früheren Region Rhône-Alpes. Er umfasste die drei Gemeinden Les Contamines-Montjoie, Passy und Saint-Gervais-les-Bains sein Hauptort (frz.: chef-lieu) war Saint-Gervais-les-Bains. Die landesweiten Änderungen in der Zusammensetzung der Kantone brachten im März 2015 seine Auflösung.